# Wyścig Maroka WTCC 2012
Wyścig Maroka WTCC 2012 – trzecia runda World Touring Car Championship w sezonie 2012 i trzeci z kolei Wyścig Maroka. Rozegrał się on w dniach 13-15 kwietnia 2012 na torze ulicznym Circuit International Automobile Moulay El Hassan w Marrakeszu w Maroku. W pierwszym wyścigu zwyciężył Alain Menu z Chevroleta, a w drugim jego zespołowy kolega Yvan Muller.

## Lista startowa
| Nr | Kierowca             | Zespół                   | Samochód             | Klasa |
| -- | -------------------- | ------------------------ | -------------------- | ----- |
| 1  | Yvan Muller          | Chevrolet                | Chevrolet Cruze 1.6T | M     |
| 2  | Robert Huff          | Chevrolet                | Chevrolet Cruze 1.6T | M     |
| 3  | Gabriele Tarquini    | Lukoil Racing Team       | SEAT León WTCC       | M     |
| 4  | Aleksiej Dudukało    | Lukoil Racing Team       | SEAT León WTCC       | MY    |
| 5  | Norbert Michelisz    | Zengő Motorsport         | BMW 320 TC           | MY    |
| 6  | Franz Engstler       | Liqui Moly Team Engstler | BMW 320 TC           | MY    |
| 7  | Charles Ng           | Liqui Moly Team Engstler | BMW 320 TC           | MY    |
| 8  | Alain Menu           | Chevrolet                | Chevrolet Cruze 1.6T | M     |
| 11 | Alex MacDowall       | Bamboo Engineering       | Chevrolet Cruze 1.6T | MY    |
| 12 | Pasquale Di Sabatino | Bamboo Engineering       | Chevrolet Cruze 1.6T | MY    |
| 14 | James Nash           | Team Aon                 | Ford Focus S2000 TC  |       |
| 15 | Tom Coronel          | ROAL Motorsport          | BMW 320 TC           | M     |
| 16 | Alberto Cerqui       | ROAL Motorsport          | BMW 320 TC           | MY    |
| 18 | Tiago Monteiro       | Tuenti Racing Team       | SUNRED León 1.6T     | M     |
| 20 | Darryl O’Young       | Special Tuning Racing    | SEAT León WTCC       | MY    |
| 22 | Tom Boardman         | Special Tuning Racing    | SEAT León TDi        | MY    |
| 23 | Tom Chilton          | Team Aon                 | Ford Focus S2000 TC  |       |
| 24 | Isaac Tutumlu        | Proteam Racing           | BMW 320 TC           | MY    |
| 25 | Mehdi Bennani        | Proteam Racing           | BMW 320 TC           | MY    |
| 26 | Stefano D'Aste       | Wiechers-Sport           | BMW 320 TC           | MY    |
| 40 | Andrea Barlesi       | SUNRED Engineering       | SUNRED León 1.6T     | MY    |
| 74 | Pepe Oriola          | Tuenti Racing Team       | SEAT León WTCC       | MY    |
| Nr | Kierowca             | Zespół                   | Samochód             | Klasa |

| Symbol | Klasa                                   |
| ------ | --------------------------------------- |
| M      | Producent (Manufacturers' Championship) |
| Y      | Niezależny (Yokohama Trophy)            |

## Wyniki

### Sesje treningowe
| Sesja | Nr | Kierowca          | Zespół             | Samochód             | Czas     | Okr. |
| ----- | -- | ----------------- | ------------------ | -------------------- | -------- | ---- |
| 1     | 3  | Gabriele Tarquini | Lukoil Racing Team | SEAT León WTCC       | 1:45,165 | 10   |
| 2     | 8  | Alain Menu        | Chevrolet          | Chevrolet Cruze 1.6T | 1:44,927 | 14   |

### Kwalifikacje
| Poz.    | Nr      |         | Kierowca             | Zespół                   | Samochód             | Q1       | Q2       | Poz. s. R1 | Poz. s. R2 | Pkt     |
| II etap | II etap | II etap | II etap              | II etap                  | II etap              | II etap  | II etap  | II etap    | II etap    | II etap |
| ------- | ------- | ------- | -------------------- | ------------------------ | -------------------- | -------- | -------- | ---------- | ---------- | ------- |
| 1       | 8       |         | Alain Menu           | Chevrolet                | Chevrolet Cruze 1.6T | 1:43,753 | 1:43,901 | 1          | 10         | 5       |
| 2       | 2       |         | Robert Huff          | Chevrolet                | Chevrolet Cruze 1.6T | 1:44,973 | 1:43,929 | 2          | 9          | 4       |
| 3       | 15      |         | Tom Coronel          | ROAL Motorsport          | BMW 320 TC           | 1:45,000 | 1:43,968 | 3          | 8          | 3       |
| 4       | 1       |         | Yvan Muller          | Chevrolet                | Chevrolet Cruze 1.6T | 1:44,482 | 1:44,201 | 4          | 7          | 2       |
| 5       | 74      | Y       | Pepe Oriola          | Tuenti Racing Team       | SEAT León WTCC       | 1:44,919 | 1:44,498 | 5          | 6          | 1       |
| 6       | 11      | Y       | Alex MacDowall       | Bamboo Engineering       | Chevrolet Cruze 1.6T | 1:45,281 | 1:44,544 | 6          | 5          |         |
| 7       | 23      |         | Tom Chilton          | Team Aon                 | Ford Focus S2000 TC  | 1:44,638 | 1:44,681 | 7          | 4          |         |
| 8       | 6       | Y       | Franz Engstler       | Liqui Moly Team Engstler | BMW 320 TC           | 1:45,125 | 1:44,822 | 8          | 3          |         |
| 9       | 18      |         | Tiago Monteiro       | Tuenti Racing Team       | SUNRED León 1.6T     | 1:44,996 | 1:44,870 | 9          | 2          |         |
| 10      | 14      |         | James Nash           | Team Aon                 | Ford Focus S2000 TC  | 1:45,137 | 1:44,982 | 10         | 1          |         |
| 11      | 26      | Y       | Stefano D'Aste       | Wiechers-Sport           | BMW 320 TC           | 1:45,178 | 1:51,464 | 11         | 11         |         |
| 12      | 3       |         | Gabriele Tarquini    | Lukoil Racing Team       | SEAT León WTCC       | 1:45,378 | [ 5 ]    | 12         | 12         |         |
| I etap  |         |         |                      |                          |                      |          |          |            |            |         |
| 13      | 5       | Y       | Norbert Michelisz    | Zengő Motorsport         | BMW 320 TC           | 1:45,495 | –        | 13         | 13         |         |
| 14      | 12      | Y       | Pasquale Di Sabatino | Bamboo Engineering       | Chevrolet Cruze 1.6T | 1:45,692 | –        | 14         | 14         |         |
| 15      | 25      | Y       | Mehdi Bennani        | Proteam Racing           | BMW 320 TC           | 1:45,707 | –        | 15         | 20         |         |
| 16      | 20      | Y       | Darryl O’Young       | Special Tuning Racing    | SEAT León WTCC       | 1:45,834 | –        | 16         | 15         |         |
| 17      | 7       | Y       | Charles Ng           | Liqui Moly Team Engstler | BMW 320 TC           | 1:45,965 | –        | 17         | 16         |         |
| 18      | 16      | Y       | Alberto Cerqui       | ROAL Motorsport          | BMW 320 TC           | 1:46,041 | –        | 21         | 17         |         |
| 19      | 22      | Y       | Tom Boardman         | Special Tuning Racing    | SEAT León TDi        | 1:46,562 | –        | 18         | [ 6 ]      |         |
| 20      | 24      | Y       | Isaac Tutumlu        | Proteam Racing           | BMW 320 TC           | 1:47,294 | –        | 19         | 18         |         |
| 21      | 40      | Y       | Andrea Barlesi       | SUNRED Engineering       | SUNRED León 1.6T     | 1:47,872 | –        | 20         | 19         |         |
|         | 4       | Y       | Aleksiej Dudukało    | Lukoil Racing Team       | SEAT León WTCC       | 2:49,620 | –        | 22         | 21         |         |
| Poz.    | Nr      |         | Kierowca             | Zespół                   | Samochód             | Q1       | Q2       | Poz. s. R1 | Poz. s. R2 | Pkt     |

#### Warunki atmosferyczne[4]
| Temperatura toru      | 32 °C |
| Temperatura powietrza | 21 °C |
| Słońce                | tak   |
| Opady deszczu         | nie   |
| Sucho                 |       |

### Wyścig 1
| Poz.              | +/- | Nr |   | Kierowca             | Zespół                   | Samochód             | Okr. | Czas/Strata | Pkt. | Komentarz                 |
| ----------------- | --- | -- | - | -------------------- | ------------------------ | -------------------- | ---- | ----------- | ---- | ------------------------- |
| 1                 |     | 8  |   | Alain Menu           | Chevrolet                | Chevrolet Cruze 1.6T | 12   | 22:28,931   | 25   |                           |
| 2                 |     | 2  |   | Robert Huff          | Chevrolet                | Chevrolet Cruze 1.6T | 12   | +1,074      | 18   |                           |
| 3                 | 1   | 1  |   | Yvan Muller          | Chevrolet                | Chevrolet Cruze 1.6T | 12   | +1,554      | 15   |                           |
| 4                 | 1   | 74 | Y | Pepe Oriola          | Tuenti Racing Team       | SEAT León WTCC       | 12   | +2,268      | 12   |                           |
| 5                 | 6   | 26 | Y | Stefano D'Aste       | Wiechers-Sport           | BMW 320 TC           | 12   | +5,713      | 10   |                           |
| 6                 | 2   | 6  | Y | Franz Engstler       | Liqui Moly Team Engstler | BMW 320 TC           | 12   | +8,075      | 8    |                           |
| 7                 |     | 23 |   | Tom Chilton          | Team Aon                 | Ford Focus S2000 TC  | 12   | +9,290      | 6    |                           |
| 8                 | 5   | 15 |   | Tom Coronel          | ROAL Motorsport          | BMW 320 TC           | 12   | +16,069     | 4    |                           |
| 9                 | 4   | 5  | Y | Norbert Michelisz    | Zengő Motorsport         | BMW 320 TC           | 12   | +17,696     | 2    |                           |
| 10                | 6   | 20 | Y | Darryl O’Young       | Special Tuning Racing    | SEAT León WTCC       | 12   | +19,284     | 1    |                           |
| 11                | 1   | 3  |   | Gabriele Tarquini    | Lukoil Racing Team       | SEAT León WTCC       | 12   | +26,413     |      |                           |
| 12                | 6   | 11 | Y | Alex MacDowall       | Bamboo Engineering       | Chevrolet Cruze 1.6T | 12   | +38,647     |      |                           |
| 13                | 7   | 40 | Y | Andrea Barlesi       | SUNRED Engineering       | SUNRED León 1.6T     | 12   | +44,139     |      |                           |
| 14                | 4   | 22 | Y | Tom Boardman         | Special Tuning Racing    | SEAT León TDi        | 12   | +48,598     |      |                           |
| 15                | 6   | 16 | Y | Alberto Cerqui       | ROAL Motorsport          | BMW 320 TC           | 12   | +50,097     |      |                           |
| 16                | 6   | 4  | Y | Aleksiej Dudukało    | Lukoil Racing Team       | SEAT León WTCC       | 12   | +50,377     |      |                           |
| 17                | 3   | 12 | Y | Pasquale Di Sabatino | Bamboo Engineering       | Chevrolet Cruze 1.6T | 11   | +1 okr.     |      |                           |
| Niesklasyfikowani |     |    |   |                      |                          |                      |      |             |      |                           |
|                   |     | 18 |   | Tiago Monteiro       | Tuenti Racing Team       | SUNRED León 1.6T     | 7    |             |      | ukończył, skrzynia biegów |
|                   |     | 7  | Y | Charles Ng           | Liqui Moly Team Engstler | BMW 320 TC           | 6    |             |      | silnik                    |
|                   |     | 24 | Y | Isaac Tutumlu        | Proteam Racing           | BMW 320 TC           | 2    |             |      | kolizja z barierą         |
|                   |     | 25 | Y | Mehdi Bennani        | Proteam Racing           | BMW 320 TC           | 2    |             |      | kolizja z Nashem          |
|                   |     | 14 |   | James Nash           | Team Aon                 | Ford Focus S2000 TC  | 0    |             |      | kolizja z Bennanim        |
| Poz.              | +/- | Nr |   | Kierowca             | Zespół                   | Samochód             | Okr. | Czas/Strata | Pkt. | Komentarz                 |

#### Najszybsze okrążenie
| Nr | Kierowca    | Zespół             | Samochód       | Czas     | Okr. |
| -- | ----------- | ------------------ | -------------- | -------- | ---- |
| 74 | Pepe Oriola | Tuenti Racing Team | SEAT León WTCC | 1:44,617 | 11   |

#### Warunki atmosferyczne[11]
| Temperatura toru      | 31 °C |
| Temperatura powietrza | 19 °C |
| Słońce                | nie   |
| Opady deszczu         | nie   |
| Sucho                 |       |

### Wyścig 2
| Poz.              | +/- | Nr |   | Kierowca             | Zespół                   | Samochód             | Okr. | Czas/Strata | Pkt. | Komentarz                 |
| ----------------- | --- | -- | - | -------------------- | ------------------------ | -------------------- | ---- | ----------- | ---- | ------------------------- |
| 1                 |     | 8  |   | Alain Menu           | Chevrolet                | Chevrolet Cruze 1.6T | 12   | 22:28,931   | 25   |                           |
| 2                 |     | 2  |   | Robert Huff          | Chevrolet                | Chevrolet Cruze 1.6T | 12   | +1,074      | 18   |                           |
| 3                 | 1   | 1  |   | Yvan Muller          | Chevrolet                | Chevrolet Cruze 1.6T | 12   | +1,554      | 15   |                           |
| 4                 | 1   | 74 | Y | Pepe Oriola          | Tuenti Racing Team       | SEAT León WTCC       | 12   | +2,268      | 12   |                           |
| 5                 | 6   | 26 | Y | Stefano D'Aste       | Wiechers-Sport           | BMW 320 TC           | 12   | +5,713      | 10   |                           |
| 6                 | 2   | 6  | Y | Franz Engstler       | Liqui Moly Team Engstler | BMW 320 TC           | 12   | +8,075      | 8    |                           |
| 7                 |     | 23 |   | Tom Chilton          | Team Aon                 | Ford Focus S2000 TC  | 12   | +9,290      | 6    |                           |
| 8                 | 5   | 15 |   | Tom Coronel          | ROAL Motorsport          | BMW 320 TC           | 12   | +16,069     | 4    |                           |
| 9                 | 4   | 5  | Y | Norbert Michelisz    | Zengő Motorsport         | BMW 320 TC           | 12   | +17,696     | 2    |                           |
| 10                | 6   | 20 | Y | Darryl O’Young       | Special Tuning Racing    | SEAT León WTCC       | 12   | +19,284     | 1    |                           |
| 11                | 1   | 3  |   | Gabriele Tarquini    | Lukoil Racing Team       | SEAT León WTCC       | 12   | +26,413     |      |                           |
| 12                | 6   | 11 | Y | Alex MacDowall       | Bamboo Engineering       | Chevrolet Cruze 1.6T | 12   | +38,647     |      |                           |
| 13                | 7   | 40 | Y | Andrea Barlesi       | SUNRED Engineering       | SUNRED León 1.6T     | 12   | +44,139     |      |                           |
| 14                | 4   | 22 | Y | Tom Boardman         | Special Tuning Racing    | SEAT León TDi        | 12   | +48,598     |      |                           |
| 15                | 6   | 16 | Y | Alberto Cerqui       | ROAL Motorsport          | BMW 320 TC           | 12   | +50,097     |      |                           |
| 16                | 6   | 4  | Y | Aleksiej Dudukało    | Lukoil Racing Team       | SEAT León WTCC       | 12   | +50,377     |      |                           |
| 17                | 3   | 12 | Y | Pasquale Di Sabatino | Bamboo Engineering       | Chevrolet Cruze 1.6T | 11   | +1 okr.     |      |                           |
| Niesklasyfikowani |     |    |   |                      |                          |                      |      |             |      |                           |
|                   |     | 18 |   | Tiago Monteiro       | Tuenti Racing Team       | SUNRED León 1.6T     | 7    |             |      | ukończył, skrzynia biegów |
|                   |     | 7  | Y | Charles Ng           | Liqui Moly Team Engstler | BMW 320 TC           | 6    |             |      | silnik                    |
|                   |     | 24 | Y | Isaac Tutumlu        | Proteam Racing           | BMW 320 TC           | 2    |             |      | kolizja z barierą         |
|                   |     | 25 | Y | Mehdi Bennani        | Proteam Racing           | BMW 320 TC           | 2    |             |      | kolizja z Nashem          |
|                   |     | 14 |   | James Nash           | Team Aon                 | Ford Focus S2000 TC  | 0    |             |      | kolizja z Bennanim        |
| Poz.              | +/- | Nr |   | Kierowca             | Zespół                   | Samochód             | Okr. | Czas/Strata | Pkt. | Komentarz                 |

#### Najszybsze okrążenie
| Nr | Kierowca   | Zespół    | Samochód             | Czas     | Okr. |
| -- | ---------- | --------- | -------------------- | -------- | ---- |
| 8  | Alain Menu | Chevrolet | Chevrolet Cruze 1.6T | 1:45,161 | 6    |

#### Warunki atmosferyczne[12]
| Temperatura toru      | 24 °C |
| Temperatura powietrza | 18 °C |
| Słońce                | nie   |
| Opady deszczu         | nie   |
| Sucho                 |       |

## Klasyfikacja po rundzie

### Kierowcy
| Poz. | +/- | Kierowca             | Starty | Punkty | P1 | P2 | P3 | PP | NO | NS | DK | NW |
| ---- | --- | -------------------- | ------ | ------ | -- | -- | -- | -- | -- | -- | -- | -- |
| 1    |     | Yvan Muller          | 6      | 130    | 4  | –  | 1  | 1  | 1  | –  | –  | –  |
| 2    |     | Alain Menu           | 6      | 106    | 2  | 1  | 1  | 1  | 2  | –  | –  | –  |
| 3    | 1   | Robert Huff          | 6      | 97     | –  | 3  | 1  | –  | 1  | –  | –  | –  |
| 4    | 1   | Tom Coronel          | 6      | 77     | –  | 1  | 1  | –  | –  | –  | –  | –  |
| 5    | 1   | Stefano D'Aste       | 6      | 45     | –  | –  | 1  | 1  | –  | –  | –  | –  |
| 6    | 1   | Gabriele Tarquini    | 6      | 44     | –  | 1  | 1  | 1  | –  | 2  | –  | –  |
| 7    | 1   | Pepe Oriola          | 6      | 43     | –  | –  | –  | –  | 1  | –  | –  | –  |
| 8    | 1   | Franz Engstler       | 6      | 34     | –  | –  | –  | –  | –  | –  | –  | –  |
| 9    | 2   | Norbert Michelisz    | 6      | 26     | –  | –  | –  | 1  | –  | 1  | –  | –  |
| 10   |     | Rickard Rydell       | 2      | 14     | –  | –  | –  | –  | 1  | –  | –  | –  |
| 11   |     | Alex MacDowall       | 6      | 10     | –  | –  | –  | –  | –  | 1  | –  | –  |
| 12   | 6   | James Nash           | 6      | 8      | –  | –  | –  | 1  | –  | 2  | –  | –  |
| 13   | 7   | Tom Chilton          | 6      | 6      | –  | –  | –  | –  | –  | –  | –  | –  |
| 14   | 1   | Tiago Monteiro       | 6      | 4      | –  | –  | –  | –  | –  | 2  | –  | –  |
| 15   | 3   | Alberto Cerqui       | 6      | 3      | –  | –  | –  | –  | –  | 2  | –  | –  |
| 16   | 1   | Darryl O’Young       | 4      | 3      | –  | –  | –  | –  | –  | 1  | –  | 2  |
| 17   | 3   | Mehdi Bennani        | 6      | 1      | –  | –  | –  | –  | –  | 2  | –  | –  |
| 18   | 1   | Aleksiej Dudukało    | 5      | 0      | –  | –  | –  | –  | –  | 1  | –  | 1  |
| 19   | 3   | Isaac Tutumlu        | 5      | 0      | –  | –  | –  | –  | –  | 2  | –  | 1  |
| 20   | 3   | Gábor Wéber          | 3      | 0      | –  | –  | –  | –  | –  | –  | –  | 1  |
| 21   | 1   | Andrea Barlesi       | 6      | 0      | –  | –  | –  | –  | –  | 1  | –  | –  |
| 22   | 1   | Charles Ng           | 6      | 0      | –  | –  | –  | –  | –  | 2  | –  | –  |
| 23   | 2   | Pasquale Di Sabatino | 6      | 0      | –  | –  | –  | –  | –  | –  | –  | –  |
| 24   | 1   | Tom Boardman         | 3      | 0      | –  | –  | –  | –  | –  | 1  | –  | 1  |
| 25   | 1   | Fernando Monje       | 2      | 0      | –  | –  | –  | –  | –  | –  | –  | –  |
| Poz. | +/- | Kierowca             | Starty | Punkty | P1 | P2 | P3 | PP | NO | NS | DK | NW |

### Producenci
| Poz. | +/- | Producent                 | Starty | Punkty | P1 | P2 | P3 | PP | NO | NS | DK | NW |
| ---- | --- | ------------------------- | ------ | ------ | -- | -- | -- | -- | -- | -- | -- | -- |
| 1    |     | Chevrolet                 | 6      | 268    | 6  | 4  | 3  | 2  | 5  | 1  | –  | –  |
| 2    |     | BMW Customer Racing Teams | 6      | 161    | –  | 1  | 2  | 2  | –  | 9  | –  | 2  |
| 3    |     | SEAT Customer Technology  | 6      | 144    | –  | 1  | 1  | 1  | 1  | 8  | –  | 4  |
| Poz. | +/- | Producent                 | Starty | Punkty | P1 | P2 | P3 | PP | NO | NS | DK | NW |